# Ioan Fernbach
Ioan Fernbach este un violonist român, de etnie germană și pedagog al viorii. A fost concert-maestru al Filarmonicii „Banatul” din Timișoara, timp de 26 de ani, fiind la momentul ocupării acestui post, în anul 1980, cel mai tânăr concert-maestru din țară, dovedindu-se a fi, totodată, și cel mai longeviv. În perioada 1997 – 2006, a fost directorul general al Filarmonicii timișorene. În prezent, este conf. univ. dr. la Facultatea de Muzică din cadrul Universității de Vest Timișoara, specializarea Interpretare Muzicală – Instrument (Vioară), unde în afara viorii, predă cursul de Muzică de cameră și cursul de Studii de orchestră.

## Copilăria
Ioan Fernbach s-a născut pe 17 iunie 1951, în Timișoara, în casa din strada Războieni nr. 8, fiind cel mai mic dintre cei trei copii ai lui Mihai și Ana Fernbach, născută Buschinger. Primul născut, Mihai, s-a îmbolnăvit și s-a stins din viață la vârsta de cinci ani. A urmat o fetiță, Felicia, care, marcată fiind de pierderea fratelui mai mare, și-a dorit cu ardoare un frățior sau o surioară. Și, după 10 ani a apărut Hansi, pe care l-a iubit nespus, deși, copil fiind, era foarte năzbâtios. Îl iubește și acum la fel de mult, mărturisește cu multă tandrețe, Felicia Stancovici, născută Fernbach. 

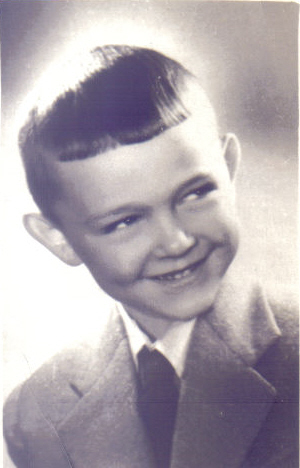
Ioan Fernbach, 19 mai 1957

Dintre șotiile copilăriei, își amintește cum a spart toate ferestrele curții interioare a școlii de muzică, care se afla în vremea respectivă, pe strada E. Ungureanu, în clădirea în care este astăzi sediul Școlii Populare de Artă sau cum a încercat să taie un plop uriaș, cioplindu-i scoarța cu un cuțit. În încercarea sa temerară, și-a tăiat foarte adânc, degetul arătător, de la mâna dreaptă. Evocă cu un zâmbet șăgalnic, expresia chipului mamei, care, văzând cum îi atârnă falanga degetului, n-a putut decât să-i spună: „Of, copile, s-a terminat cu vioara!” sau spaima pe care a tras-o în timp ce medicii încercau să-i coase degetul rănit. 
Deși, nici unul dintre părinți nu era de profesie muzician, iubeau muzica și le-au insuflat și copiilor dragostea pentru arta sunetelor. Se pare că muzica a existat dintotdeauna în genele familiei Fernbach. Nu doar numele are o rezonanță muzicală, ușor barocă, conținând cuvântul deja emblematic – Bach, dar este și un nume foarte poetic, totodată, prin alipirea de cuvântul fern, semnificând în traducere „pârâu îndepărtat”. Îi place numele său, care învăluie într-o aură de mister (fern – îndepărtat, greu de ajuns și de pătruns), prospețimea, limpezimea și meandrele unui pîrâiaș de munte (bach), definind personalitatea omului și maestrului Ioan Fernbach, ce dezvăluie mereu noi și noi chipuri nebănuite, în aparenta sa nestatornicie. Bunicul din partea mamei a fost un bun clarinetist, iar sora sa, Felicia, a început să cânte, mai întâi, la acordeon (instrument tradițional al șvabilor), iar, apoi, a studiat pianul, instrument ce ocupa un loc de cinste în casa familiei Fernbach. Hansi a fost îndrumat de părinți spre studiul viorii. La vârsta de 6 ani, a luat primele lecții de vioară cu profesorul Octavian Nicolaevici, care „i-a pus vioara în mână”. A continuat studiul viorii cu profesorul Eugen Cuteanu, la Școala de muzică din strada Ungureanu. Își amintește de tratamentul dur pe care îl aplica profesorul său tuturor elevilor și de exigența acestuia. Odată, a fost pe cale chiar să abandoneze studiul viorii din această cauză. I-a spus bunicului său că nu mai vrea să cânte la vioară, însă, nu vrea să renunțe la a face muzică și vrea să studieze clarinetul. Și așa, au pornit-o amândoi, bunic și nepot, din poartă în poartă, pe la vecini, să întrebe dacă nu are cineva un clarinet de vânzare. Negăsind clarinet, s-a văzut nevoit să se reîntoarcă la vioară.
Privind retrospectiv, cu maturitatea omului care a trăit și și-a hrănit sufletul, o viață, din cântatul la vioară, Ioan Fernbach concluzionează: „muzica este cel mai bun lucru care mi s-a întâmplat și pe care îl pot face”. A știut dintotdeauna că asta îi este menirea și se gândește în urmă, cu profund respect și admirație față de profesorul Eugen Cuteanu, căruia îi datorează multe, iar față de metoda de predare a acestuia se mulțumește să spună: „Erau alte vremuri!”

## Studii
Între anii 1958 – 1970, este elev la Liceul de Muzică din Timișoara, unde studiază vioara, avându-i profesori pe Eugen Cuteanu, Ștefan Stanciu, Mihai Perian, Cornel Șuboni, dascăli de înaltă ținută profesională, care au avut o influență covârșitoare asupra pregătirii și carierei lui Ioan Fernbach.
Între anii 1970 – 1974, urmează cursurile Conservatorului „Ciprian Porumbescu” din București, unde i-a avut profesori pe George Manoliu și Maria Maszalits (vioară), Dumitru Pop și Paul Staicu (orchestră), Dumitru Bughici (forme). Își amintește că, în perioada studiilor universitare, la ora 7 dimineața era în Facultate, altfel nemaigăsind sală de studiu și de cele mai multe ori ora 22, îl prindea tot acolo. Îl regăsim, ca violonist, în orchestra de cameră „Camerata” a Conservatorului, care obține în anul 1974, premiul I, la Concursul „Herbert von Karajan”, de la Berlin. După absolvirea Conservatorului, ar fi avut posibilitatea să rămână în București, ca violonist în Orchestra Radio, însă preferă să se reîntoarcă la Timișoara, unde va fi repartizat, cu ajutorul maestrului Nicolae Boboc, în orchestra Operei Române.

## Familia
Ioan Fernbach s-a căsătorit în anul 1974, cu Lucreția, și ea muziciană, de formație tot violonistă, care, pentru a-i putea fi alături și a-l sprijini, a urmat cariera de profesor de teorie și solfegii, la Colegiul Național de Artă „Ion Vidu” din Timișoara. În anul 1975, pe 10 ianuarie, s-a născut primul fiu, care a studiat și el vioara, însă vremurile comuniste, potrivnice unei cariere muzicale, în general, nu l-au încurajat să persevereze și s-a reorientat către o altă profesie. Pe 1 decembrie 1985, a venit pe lume cel de-al doilea fiu al familiei Fernbach, Alexander Christian, care a ales să continue tradiția muzicală a familiei Fernbach, studiind vioara la Liceul de Muzică din Timișoara și apoi la Universitatea Națională de Muzică din București. Alexander Fernbach și-a continuat studiile la Hochschule für Musik „Franz Liszt” de la Weimar, fiind angajat, în prezent, ca șef de partidă vioara II, la Philharmonischen Orchester Erfurt.

## Cariera

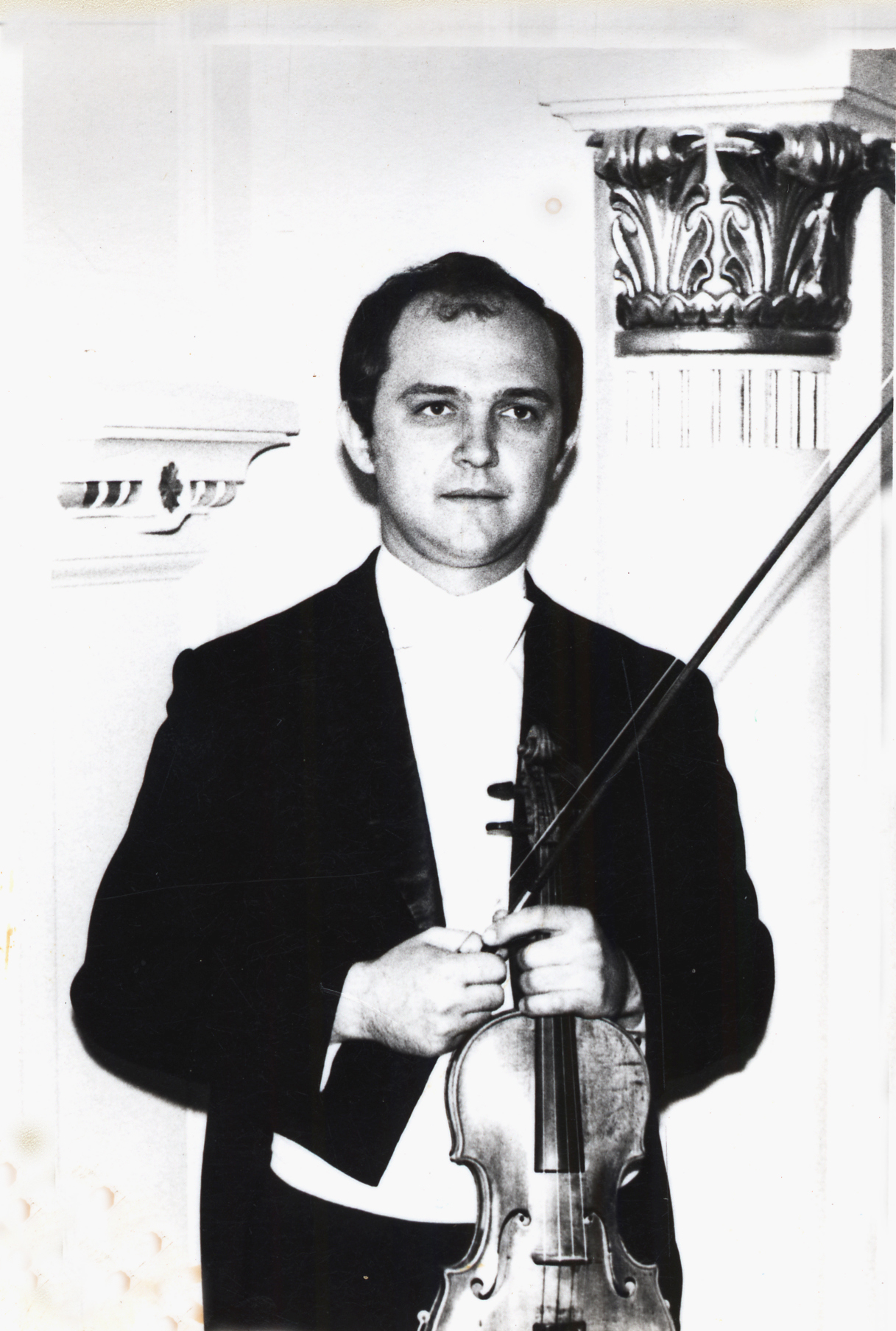
Ioan Fernbach, la începutul carierei

Între anii 1974 – 1976, Ioan Fernbach este violonist în orchestra Operei Române din Timișoara. În anul 1976, în urma unui concurs, va fi angajat în orchestra Filarmonicii „Banatul” din Timișoara, unde în anul 1978, promovează ca șef partidă vioara I, iar, în anul 1980, devine concert-maestrul orchestrei Filarmonicii timișorene.

#### Activitatea concertistică

##### Cvartetul „Timișoara”
A luat ființă în anul 1972, la inițiativa a patru instrumentiști ai orchestrei Filarmonicii Banatul din Timișoara. În anul 1974, Ioan Fernbach se alătură formației, componența cvartetului fiind următoarea:
Dragoș Cocora – vioara I
Ioan Fernbach – vioara II
William Stürzinger – violă 
Kerekeș Ștefan – violoncel 

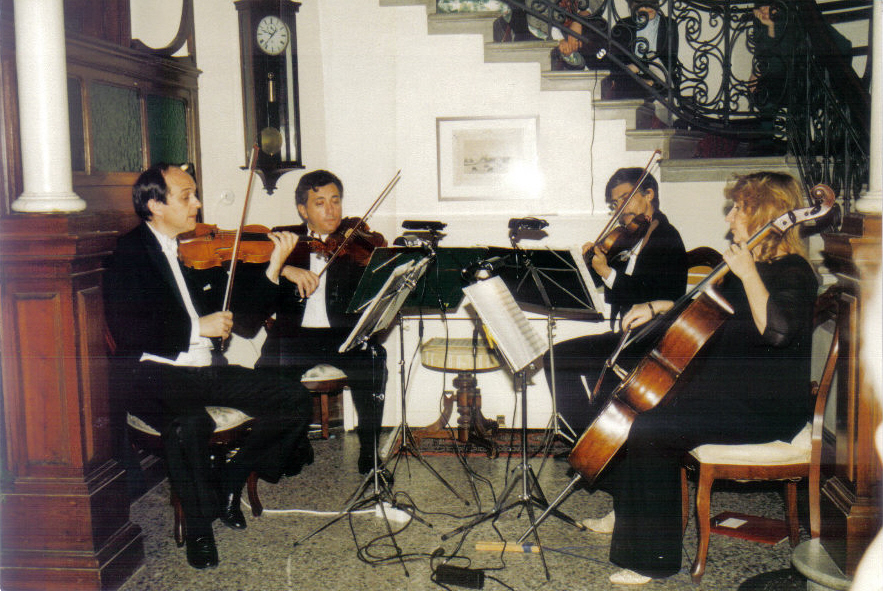
de la stânga la dreapta: Ioan Fernbach (vioara I), Mircea Tătaru (vioara a II-a), Constantin Hațeg-Turcuș (violă), Alexandra Guțu (violoncel)

În anul 1978, Ioan Fernbach preia conducerea cvartetului, ca urmare a emigrării în străinătate a lui Dragoș Cocora, locul său la vioara II, ocupându-l violonistul Mircea Tătaru. 
De-a lungul timpului, componența cvartetului a fost una flexibilă, la violă și violoncel, apărând nume sonore ca Alexandra Guțu, Ștefan Ambruș, Eva Bloch, Constantin Hațeg, Nina Podariu-Țapu ș.a.
În anul 1978, cvartetul participă în Ungaria, la Seminarul Internațional Béla Bartók, condus la secțiunea Cvartete de coarde de Vilmos Tatrai, violonist de notorietate mondială, profesor la Academia de Muzică din Budapesta.
În același an, în perioada 04.05 – 14.05, cvartetul Timișoara participă la Concursul Internațional de cvartete de coarde de la Evian (Franța), interpretând în etapa I, facultativă, Quatuor II, de Remus Georgescu, iar în etapa a II-a, obligatorie, Quatuor op. 28 de Anton Webern (lucrare impusă).
În anul 1979, obține premiul I și titlul de laureat la etapa republicană a Festivalului Național al Educației și Culturii Socialiste „Cântarea României”, ediția a II-a.
În anul 1980, cvartetul participă din nou la Concursul Internațional de cvartete de coarde de la Evian (Franța), direct în etapa a II-a, interpretând Quatuor op. 96 în Fa Major de Antonin Dvořak și Quatuor op. 17, nr. 2 de Bela Bartok.
Din presa vremii reținem:	
- Radu Melnic, în articolul intitulat Cvartetul Filarmonicii de Stat „Banatul”, scria despre concertul din 21.05.1975: „Ceea ce se relevă chiar de la prima analiză este omogenitatea sonorităților, eleganța frazării, precizia ritmică și, nu în ultimul rând, simțul polifoniei”.
- Ioan Tomi, în articolul intitulat Formațiile camerale ale Filarmonicii … și concertul lor, remarcă, referindu-se la concertul susținut de cvartetul „Timișoara”, în cadrul Festivalului Timișoara Muzicală, în 19.05.1977: „Cvartetul de coarde Timișoara, condus de concert-maestrul Dragoș Cocora, s-a dovedit o formație de un remarcabil profesionalism, cu un înalt nivel de tehnicitate și o evidentă maturitate în ceea ce privește tălmăcirea partiturilor […] Iată-i pe Dragoș Cocora, C. Hațeg-Turcuș, Ioan Fernbach și N. Podariu-Țapu, părăsind pentru o seară orchestra mare, pentru a ieși în relief fiecare cu personalitatea sa, într-o convorbire muzicală, în care adesea instrumentele își lasă unul altuia, alternativ, postura de solist. Finețea, acuratețea emisiei, grija pentru individualizarea fiecărui instrument, dar și pentru sudura ansamblului, a creat impresia omogenității studiate, conștiente. Apariție sobră, strunită sever, cvartetul nostru mi se pare competent să lărgească aria repertorială a Filarmonicii”.
- Doru Murgu, despre concertul din 23.10.1981, scria în articolul „Serbările muzicale ale Filarmonicii”: „Cvartetul Timișoara, a cărui componență o transcriem aici ca  semn al prețuirii – Ioan Fernbach, Mircea Tătaru, William Stürzinger, Ștefan Kerekes, au interpretat Cvartetul op. 18, nr. 4 de Beethoven la un nivel de-a dreptul excepțional”.
- Același Doru Murgu, în articolul intitulat „Cvartetul Timișoara” sublinia: „Cvartetul a sunat închegat, sudura tehnică evoluând spre lianul necesar unificării unui astfel de ansamblu. Promițătoare este lansarea lui Ioan Fernbach – violonist de mare acuratețe, sensibilitate și uimitor de prodigios. N. Podariu-Țapu a susținut cu siguranță partida violoncelului, etalând un ton catifelat, uneori prea feminin, cât și un excelent simț al frazei. La violă, C. Hațeg-Turcuș, muzical a rămas totuși pe alocuri vulnerabil prin câteva neglijențe de intonație, lipsa supleței în preluarea unduirilor dinamice. Conducătorul cvartetului, D. Cocora s-a dovedit un partener greu de egalat, solo-urile sale ilustrând măiestrie, apetență nedisimulată pentru bucuriile muzicii camerale”.
- În articolul intitulat „Zilele muzicale George Enescu”, Doru Murgu reține despre concertul din 20.09.1981: „La un pol afectiv opus, plin de lumină și echilibru, beneficiind de o solidă tehnică în scriitură, s-a situat Cvartetul lui Mircea Hoinic. Interpreții cvartetului „Timișoara” au etalat o omogenizare și o prestanță meritorie care le-a condiționat succesul – I. Fernbach, M. Tătaru, W. Stürzinger, Șt. Kerekeș.”

După Revoluția din 1989, în anii 1993/1994, cvartetul Timișoara și-a încetat activitatea, datorită plecării temporare în Italia, a Alexandrei Guțu.

##### Orchestra de cameră a Filarmonicii "Banatul" Timișoara
Orchestra de cameră a Filarmonicii „Banatul” din Timișoara exista deja în anul 1976, când Ioan Fernbach a fost angajat la Filarmonică. Așa cum mărturisește el însuși, corpul orchestral al Filarmonicii era constituit numai din instrumentiști tineri, ceea ce făcut posibilă promovarea sa rapidă pe postul de concert-maestru al orchestrei de cameră și apoi, al orchestrei mari a Filarmonicii „Banatul” din Timișoara, la vârsta de numai 29 de ani, menținându-se în această poziție până în anul 2006, când a hotărât să se retragă definitiv. În perioada 1997 – 2006, Ioan Fernbach a fost directorul general al Filarmonicii „Banatul” din Timișoara, într-o perioadă foarte dificilă pentru instituție, când se ducea o luptă acerbă pentru (re)dobândirea unui sediu în care să-și desfășoare activitatea. A fost, în același timp, o perioadă de eforturi susținute pentru afirmarea pe plan internațional a ansamblurilor instituției. În perioada directoratului său, ziarele Europei occidentale scriau că orchestra Filarmonicii „Banatul” din Timișoara este una dintre cele mai bune din Europa de S-E. Din păcate, intențiile directorului Ioan Fernbach au fost interpretate greșit și sabotate în repetate rânduri de unii dintre colegii săi, ceea ce l-a determinat, în cele din urmă, să-și dea demisia, renunțând la instituția de care au fost legate toate bucuriile, împlinirile și dezamăgirile violonistului și omului Ioan Fernbach, timp de 30 de ani. 
În anii de după Revoluția din 1989, Ioan Fernbach, împreună cu pianistul și dirijorul elvețian Jean François Antonioli și câțiva tineri instrumentiști au pus bazele unui alt ansamblu – Orchestra de cameră Timișoara. 
Din păcate, după retragerea lui Ioan Fernbach de la Filarmonica „Banatul” și-au încheiat activitatea și cele două ansambluri camerale amintite.

##### Societatea Filarmonică din Timișoara
Societatea Filarmonică din Timișoara s-a constituit în anul 1996, ca o continuatoare a Societății filarmonice fondate în anul 1871 și autodizolvate în anul 1947. Ioan Fernbach a fost vicepreședintele societății. Președintele societății a fost inițial Soos Vilmos, iar președintele de onoare, maestrul Nicolae Boboc. În anul 1998, se modifică structura de conducere a societății, președinte fiind aleasă dna Alexandra Răzvan Mihalcea, iar președinte de onoare, ca urmare a trecerii în eternitate a maestrului Boboc, a fost ales, Ioan Hollender. Ioan Fernbach își păstrează doar calitatea de membru fondator și membru în Consiliul de conducere a sus-numitei societăți.
Printre multiplele activități desfășurate sub egida Societății, Ioan Fernbach reușește să medieze cu Rabinul Neumann încheierea unui contract de comodat pe 50 de ani, ce avea ca obiect clădirea Sinagogii din Cetate, care urma să servească ca spațiu pentru concertele camerale ale Filarmonicii.  

##### Concerte
Ioan Fernbach a susținut peste 3000 de concerte în calitate de violonist, concert-maestru, solist cu orchestre din țară și străinătate (Italia, Germania, Austria, Norvegia, Bulgaria, Ungaria, Grecia, Elveția, Spania, Portugalia, Franța, Lituania, Canada, S.U.A., Brazilia, China, Taiwan, Japonia, Malaezia,Thailanda, Brazilia).

##### Prime audiții
- J. Haydn, Simfonia concertantă pentru vioară, violoncel, oboi și fagot, Filarmonica „Banatul” Timișoara, dirijor Nicolae Boboc, soliști: Ioan Fernbach (vioară), Alexandra Guțu (violoncel), Laurențiu Baciu (oboi), Alexandru Nichișov (fagot)  - 06.03.1980
- D. Bughici, Cvartetul nr. 3, Timișoara, Liceul de Muzică „Ion Vidu”, sala Studio, Cvartetul de coarde „Timișoara”: Dragoș Cocora, Ioan Fernbach, William Stürzinger, Ștefan Kerekeș, 22.05.1980
- Mircea Hoinic, Cvartet de coarde (lucrare dedicată lui George Enescu), Timișoara, Sala barocă a Muzeului Banatului, Cvartetul de coarde „Timișoara”: Ioan Fernbach, Mircea Tătaru, William Stürzinger, Ștefan Kerekeș, 22.05.1980
- J. S. Bach, Marea Missă în si minor pentru soliști, cor și orchestră, Filarmonica „Banatul” Timișoara, dirijor Remus Georgescu, soliști instrumentiști: Ioan Fernbach (vioară), Ioana Mogoș, Emil Francu (flaut), Laurențiu Baciu, Radu Țaga (oboe d’amore), Paul Banciu (corn), Gheorghe Mușat, Ilie Munteanu (trompetă), Mircea Siminescu, Milan Luchin (basso continuo), Alla Popa (orgă) – 05.03.1982
- W. Berger, Concert pentru vioară, violă și orchestră, opus 55, Filarmonica „Banatul” Timișoara, dirijor Petru Oschanitzky, soliști: Ioan Fernbach (vioară) și Eva Bloch (violă) – 08.12.1984 (primă audiție absolută)

##### Ansambluri naționale și internaționale
În calitate de concert-maestru al orchestrei Filarmonicii „Banatul” din Timișoara, a participat la aproape toate concertele instituției începând cu stagiunea 1980-1981 și până în stagiunea 2006-2007. Pe parcursul carierei sale interpretative, a ocupat locul de concert-maestru în cadrul altor ansambluri profesioniste cu care a colaborat, cum ar fi: Orchestra Internazionale d’Italia, Hiroshima Hope Orchestra, Orchestra de Cameră a Mării Negre, Austria Mozart Symphony Orchestra, Orchestra de cameră franco-germană, Capella Cathedralis, Ensemble Musica Banatica, Camerata Academica.

##### Din presa vremii
Despre activitatea sa, ca solist, concert-maestru, violonist în ansambluri camerale sau simfonice, reținem din presa vremii:
„Trebuie să elogiem sonoritatea fără reproș a viorii lui Ioan Fernbach, prin care solistul a modelat cele mai expresive idei muzicale […] Sunetul viorii sale este cald, bogat și străbătut de resurse de culoare și expresie, iar tehnica îi este fermă în pornirile ei, avântată și îi poate asigura o largă și bine clădită interpretare a pieselor” (Mihai Sorin Lazăr, Măiestrie și grandoare, Renașterea Bănățeană, 10 aug. 1999)
„[…] prima vioară a orchestrei caligrafia convingător aspirația muzicianului Ioan Fernbach (n.n.) dornic de a statua un nivel înalt de profesionalism. 
[…] ca solist, a semnat partituri importante ca «Șeherezada» de Korsakov, «Așa grăit-a Zarathustra» de R. Strauss, prim-audiția Simfoniei concertante de Haydn ori a Concertului pentru vioară, violă și orchestră de [Wilhelm Georg] Berger” sau "O viață de erou", "Till Eulenspiegel" de Richard Strauss, Missa în si minor, Matheus Passion de Bach, Missa Solemnis de Beethoven (n.n). (Doru Murgu, Deceniile afirmării. Un exponent al școlii timișorene de vioară – Ioan Fernbach, revista Orizont, 20 nov. 1987).
"În partea secundă, suita "Șeherazada" a avut ca solist pe concert-maestrul Ioan Fernbach pe care directorul artistic al festivalului, impresionat de virtuozitatea sa instrumentală, l-a prezentat publicului drept un Romario al violinei." (Ioan Tomi, Orchestra Filarmonicii “Banatul” – vedeta Festivalului Internațional de Muzică de la San Luis Brazilia, ziarul Timișoara, 28 sept. 2002)
„O altă dimensiune a muzicianului o relevă activitatea sa în Cvartetul „Timișoara”, ajuns la o ținută de excelent nivel […]. Notorietatea sa este afirmată nu doar în țară, ci și în Bulgaria, Italia (14 concerte!), Germania, Franța, Rusia, Ucraina, Ungaria (n.n). […]
În orchestra de cameră, Ioan Fernbach și-a înscris un aport substanțial, în succesul pe care formația l-a repurtat în țară și Germania, unde critica de specialitate le-a rezervat o primire excepțională, apreciindu-i drept o formație de primă mărime în lume. 
În toate aceste ipostaze, concert-maestrul devine pedagog, sfătuitor exigent, dăruit unei singulare pasiuni – aceea de a face muzică de o calitate proporțională cu entuziasmul care domnește în interiorul acestui organism simfonic.
Își dorește cu ardoare perfecțiunea: «Râvnesc ca solo-urile mele să sune ca cele ale lui Szering, ca publicul să ne caute, oferindu-i surpriza descoperirii unor versiuni mereu mai frumoase».” (Doru Murgu, Deceniile afirmării. Un exponent al școlii timișorene de vioară – Ioan Fernbach, revista Orizont, 20 nov. 1987).

##### Relații personale/ profesionale cu diferite personalități
De-a lungul carierei sale, a colaborat cu mari soliști și dirijori, printre care: Salvatore Accardo, Gidon Kremer, Viktor Tretiakov, Joshua Bell, Victoria Mullova, Ivry Gitlis, Gabriel Croitoru, Remus Tzincoca, Cristian Mandeal, Horia Andreescu, Remus Georgescu, Sabin Păutza, Erwin Acel, Donato Renzetti, David Chen, Mstislav Rostropovici, Klaus Donath, Helen Donath, José Careras, Ion Voicu, Ștefan Ruha, Mihaela Martin, Marin Cazacu, Valentin Gheorghiu, Alexandra Guțu, Emanuel Elenescu, Katia Ricciarelli, Jean François Thiollier, Florin Paul, Nicolae Boboc, Pierre Boulez, Hans Zender și mulți alții.

#### Activitatea didactică
Profesor asociat la Colegiul Național de Artă „Ion Vidu” Timișoara din anul 1977 până în prezent
Cadru didactic asociat (1990-2007) și conferențiar universitar dr. (2007 - prezent), la Facultatea de Muzică din cadrul UVT, specializarea Interpretare Muzicală – Instrument (Vioară)

##### Masterclass de vioară
susținute de maestrul Ioan Fernbach la:
- Conservatorul din Luxemburg
- Academia Internațională Schloss Kapfenburg, Germania
- Orchestra Națională din Taichung, Taiwan
- în cadrul Festivalului din Martina Franca, Italia, îndrumând tineri care au fost ulterior admiși în ansamblul Orchestra Internazionale d’Italia

Masterclass organizat de conf. univ. dr. Ioan Fernbach, în cadrul Facultății de Muzică din Timișoara, susținut de fostul său elev, Cristian Măcelaru, actualmente, dirijor în S.U.A

##### Cursuri de specialitate publicate
- „64 Forme de arcuș – Game și arpegii în 4 octave”, Editura Eubeea, 2007, ISBN 978-987-673-082-5 (18 pg)
- „Studii de Orchestră”, Editura CLC România, 2010, ISBN 978-973-88424 (102 pg)
- „Vioara aplicată”, vol. I. Studiul tehnic al viorii, Editura Universității de Vest, 2012, ISBN 978-973-125-377-0 (160 pg)

##### Premii și distincții
- Diploma de membru fondator al Societății Filarmonice din Timișoara se acordă domnului Ioan Fernbach „ca o recunoaștere a aportului deosebit depus pentru reînființarea Societății și pentru promovarea idealurilor acesteia” (1996)
- Diplomă se acordă domnului Ioan Fernbach cu ocazia celei de a VI-a ediții a Zilelor Muzicii Sacre, „în semn de prețuire pentru constanța și valoarea artistică a participării” (1999)
- Diploma Jubiliară se acordă domnului Ioan Fernbach, cu ocazia împlinirii a zece ani de existență a Facultății de Muzică din cadrul Universității de Vest din Timișoara (2000)
- Diplomă de onoare se acordă domnului Ioan Fernbach cu ocazia aniversării a 50 de ani de la înființarea Corului Filarmonicii Banatul din Timișoara (2001)
- Diplomă Omagială de acordă domnului Ioan Fernbach cu ocazia a 10 ani de existență a Consiliului Județean Timiș (2002)
- Diplomă de Excelență se acordă domnului Ioan Fernbach pentru participarea prestigioasă la a doua ediție a Festivalului Internațional Johann Strauss, desfășurată la Timișoara, sub înaltul patronaj al Președintelui României (2003)
- Diplomă se acordă de către C.N.A. „Ion Vidu” Timișoara, domnului Ioan Fernbach, directorul filarmonicii Babatul Timișoara, cu ocazia Zilelor Școlii Muzicale Timișorene, ediția a III-a (2004)
- Laureat al Premiului Pro Cultura Timisiensis al Consiliului Județean Timiș (2004) și Diplomă acordată „pentru întreaga activitate desfășurată și merite deosebite în promovarea artei și culturii timișene”
- Diplomă de excelență se acordă domnului Ioan Fernbach „cu ocazia aniversării a 100 de ani de învățământ muzical în Banat” (2006)
- Diplomă de Excelență pentru colaborare și sprijinul acordat în desfășurarea Concursului Internațional de pian Ella Philipp, ediția a II-a (2008)
- Diplomă de Excelență acordată de Guvernul României domnului Ioan Fernbach, profesor la C.N.A. „Ion Vidu” din Timișoara „pentru palmaresul realizat în domeniul educației și poziția de excelență deținută în galeria de olimpici ai școlii românești” (2008)
- Diploma de Merit acordată domnului Ioan Fernbach pentru pregătirea concurenților în vederea participării la Concursul Internațional de Vioară Remeber Enescu, edițiile a XIII-a, a XIV-a (Sinaia, 2008, 2009)
- Diplomă pentru participarea la Simpozionul Orizonturi ale artei secolelor XIX-XX din perspectiva secolului XXI, organizat în cadrul Festivalului Internațional Timișoara Muzicală Academică, ediția a XX-a jubiliară (2010)
- Diplomă de participare se acordă domnului Ioan Fernbach „pentru valoroasa contribuție adusă la desfășurarea evenimentelor artistice organizate cu prilejul Festivalului Muzicii de cameră”, ediția a VII-a (2010)
- Diplomă se acordă domnului Ioan Fernbach pentru deosebită la vioară în cadrul Concertului de binefacere susținut cu ocazia deschiderii anului centenar de la construcția orgii Bisericii Romano-Catolice din Oravița (2010)
- Diplomă de Excelență pentru aportul deosebit adus la reușita Concursului Internațional de Pian Ella Philipp, ediția a III-a (2011)
- Diplomă de merit se acordă domnului Ioan Fernbach de la C.N.A: „Ion Vidu” Timișoara pentru contribuția adusă la dezvoltarea învățământului muzical – Concurs-festival euroregional Alma Cornea Ionescu, edițiile a VII-a, a X-a (2007, 2012)
- Diplomă de Apreciere acordată domnului conf. univ. dr. Ioan Fernbach, „cu recunoștință, pentru nobila profesie de a educa gândurile și de a modela inimile, pentru influența pozitivă și decisivă în formarea caracterului și destinului copiilor și tinerilor din generația prezentă”, cu ocazia Zilei Dascălului (2012)
- Diplomă de onoare pentru participarea la evenimentele desfășurate în cadrul Festivalului Muzicii de cameră, ediția a XIII-a (2013)
- Premiul Mentor pentru Excelență în Educație acordat de MOL România și Fundația pentru Comunitate (2013)

#### Activitatea de cercetare
Ioan Fernbach a desfășurat de-a lungul timpului o intensă activitate de cercetare în domeniul muzicologiei, dar și al specializării, participând cu lucrări la o serie de simpozioane, congrese, sesiuni de comunicări științifice din țară și străinătate. Rodul activității de cercetare se concretizează în articolele, dar mai ales în cărțile publicate.

## Cărți publicate
- “Portret de muzician Eugen Cuteanu”, Editura Eubeea, 2007, ISBN 987-973-673-081-8 083-2 (pg 166)
- „O capodoperă - Cvartetul Rațiunea de Pascal Bentoiu”, Editura Eubeea, 2007, ISBN 987-973-673-083-2 (80 pg)
- „Fascinanta Simfonie spaniolă”, Editura Excelsior Art, 2011, ISBN 978-973-592-263-4 (118 pg)
- „Triplul concert de Beethoven - sensibilitate și măreție”, Editura ExcelsiorArt, 2011, ISBN 978-973-592-278-8 2011 (83 pg)